# François David Hérissant
Pour les articles homonymes, voir Hérissant.
François David Hérissant est un médecin, anatomiste, et professeur de la Faculté de médecine de Paris, membre de l'Académie royale des sciences, né à Rouen le 29 septembre 1714, et mort à Paris le 21 août 1773 .

## Biographie
Il est le fils de Jean-Baptiste Hérissant et de Marguerite Marion qui appartenaient à des anciennes familles parisiennes distinguées depuis longtemps, l'une dans la librairie, l'autre dans la jurisprudence et le barreau. La famille Hérissant était apparentée à Jean-Nicolas de La Hire.
Le médecin Jacques-Bénigne Winslow était un ami de la famille. Au cours d'une visite de Winslow à Mme Hérissant qui avait une indisposition, François David Hérissant, qui avait 11 ans, lui a montré un oiseau qu'il avait disséqué. Winslow a alors prédit qu'il serait un excellent anatomiste, mais son père avait prévu de le former pour le barreau. Son père a espéré qu'il réussirait à le ramener à sa première décision, mais son fils ne s'est intéressé qu'à l'anatomie et la physique. Il a suivi l'étude des humanités mais il passait ses jours de congé chez Winslow qui lui permettait de le seconder et de suivre ses démonstrations anatomiques. À 15 ans, il fit ses études de philosophie mais son professeur s'aperçut qu'il était peu assidu. Son père le fit suivre et on observa qu'il suivait en fait les cours de botanique d'Antoine de Jussieu et de chimie de Gilles-François Boulduc et Louis Lémery au Jardin du roi, et était employé à suivre les pansements à l'Hôtel-Dieu. Son père décida de l'enfermer dans la maison d'un procureur pour qu'il fasse ses études de jurisprudence. Il y tint deux moins. Un de ses oncles, chanoine de Saint-Marcel, lui a offert l'asile pour qu'il continua les études qu'il voulait faire. Puis Winslow a obtenu de son père son consentement pour que le jeune Hérissant suive des cours de médecine.
Il a fait ses études aux Écoles de médecine. Son père étant mort, l'abbé le Normant, doyen de Saint-Marcel, l'a aidé financièrement pour qu'il obtienne le doctorat de médecine. Il a fait sa première thèse sur les organes de la respiration. Winslow lui a alors confié des travaux et l'a engagé à faire ses leçons au Jardin du roi, il a vanté ses qualités à Réaumur. En 1743, Réaumur l'a appelé pour l'aider dans son laboratoire. Connu des académiciens des sciences, il a présenté un mémoire sur le mécanisme de la respiration à l'Académie la même année.
Il est nommé adjoint anatomiste de l'Académie royale des sciences le 17 mars 1748, associé anatomiste le 4 septembre 1751, puis pensionnaire anatomiste le 29 avril 1769.
Hérissant s'est principalement intéressé aux phénomènes de la respiration, aux organes de la voix, à la texture des os, à la formation de l'émail dentaire.